# Noll, Monnard & Co.

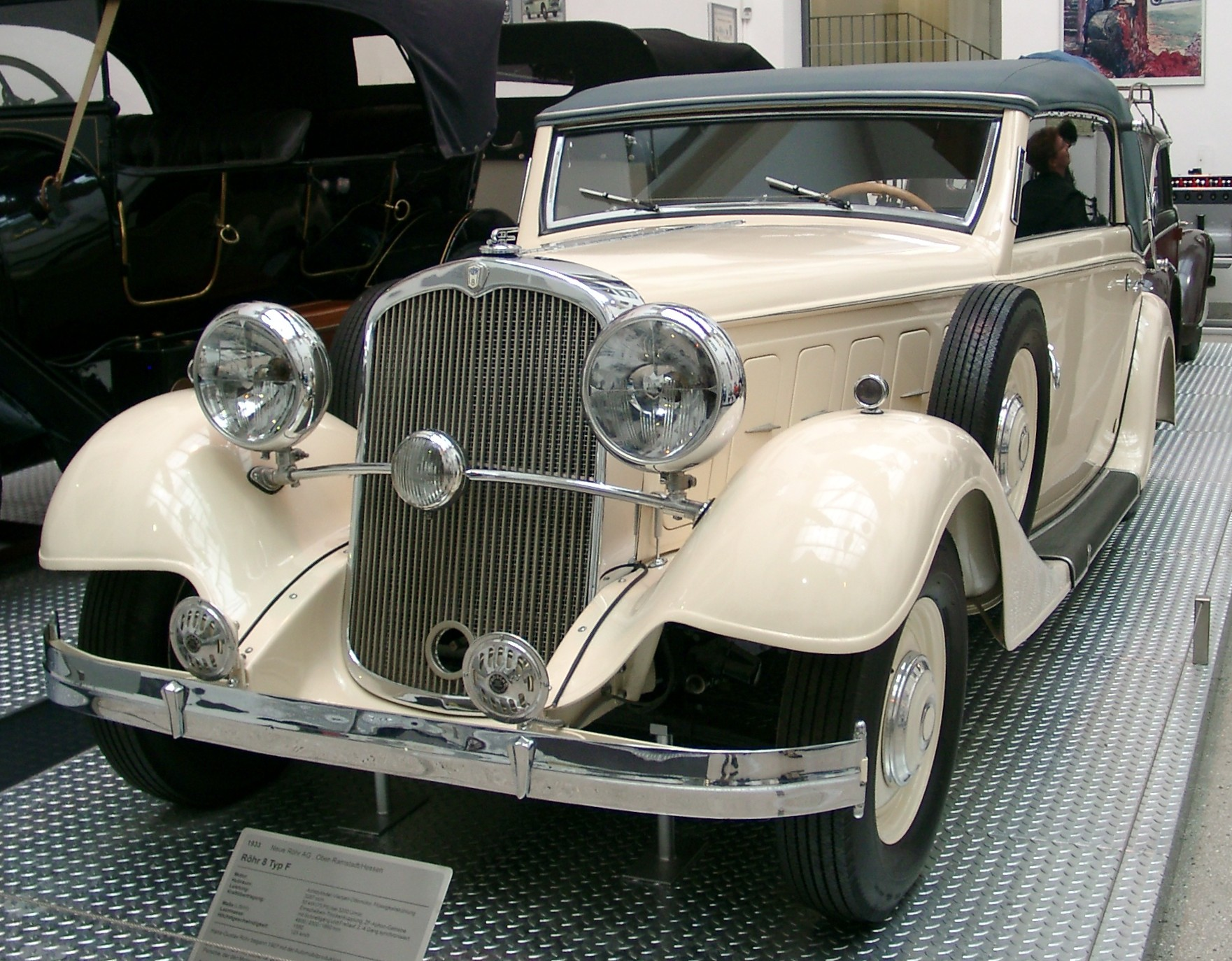
Röhr 8 Typ F von 1933.
Solche Fahrzeuge fertigte Noll, Monnard & Co. in geringen Stückzahlen von 1937 bis 1939.

Noll, Monnard & Co. war ein Kfz-Reparaturbetrieb, der 1937 im Zusammenhang mit der Auflösung des Röhr-Autowerkes in Ober-Ramstadt entstand und nach dem Zweiten Weltkrieg in Darmstadt bis 1978 als Magirus-Deutz-Vertragswerkstatt angesiedelt war.
1935 war die Automobilproduktion bei Röhr zu ihrem Ende gekommen, das Werksgelände 1937 an die Firma MIAG verkauft. Die Herren Ernst Noll und Josef Monnard, die Röhr als Mitarbeiter kennengelernt hatten, pachteten davon die Gebäudeteile des vormaligen Reparaturbetriebs und hielten mit etwa 70 Leuten den Service für Röhr-Wagen aufrecht. Zudem baute man aus dem Lager heraus einige Röhr 8 Typ F und FK zusammen, sie schlugen sich bei den Neuzulassungen 1938 in acht Exemplaren nieder. Geplant war allem Anschein nach eine Wiederaufnahme der Produktion des Röhr 8 Typ F, denn bei der Berliner Autoschau von 1937 wurden Werbemittel mit Abbildungen des Röhr 8 mit unterschiedlichen Abwandlungen der Karosserie verteilt. Das Unternehmen stellte 1939 die Produktion endgültig ein, hielt allerdings den Kundendienst für Röhr-Fahrzeuge bis 1952 aufrecht.
Neue Räumlichkeiten hatte man in der Mainzer Straße 70 des Darmstädter „Fabrikviertels“ gefunden, hieß nun Noll, Monnard & Co. KG und betrieb eine Magirus-Deutz-Vertragswerkstatt, die 1978 von der Firma EMRO übernommen wurde. Ein zweites Standbein entstand auf dem Nachbargelände Mainzer Straße 74 mit der Nomoco GmbH. Ernst Noll, Josef Monnard und Walter Müller gründeten am 21. Dezember 1950 diesen Hersteller spitzenloser Rundschleifmaschinen. Monnards Schwiegersohn Karl Hofmann gab offenbar mit dem speziellen technischen Interesse den Ausschlag, er folgte als Geschäftsführer auch Ernst Noll nach, als jener sich am 30. Juni 1969 als letzter der Gründer in den Ruhestand verabschiedete.